# Thronbachtal

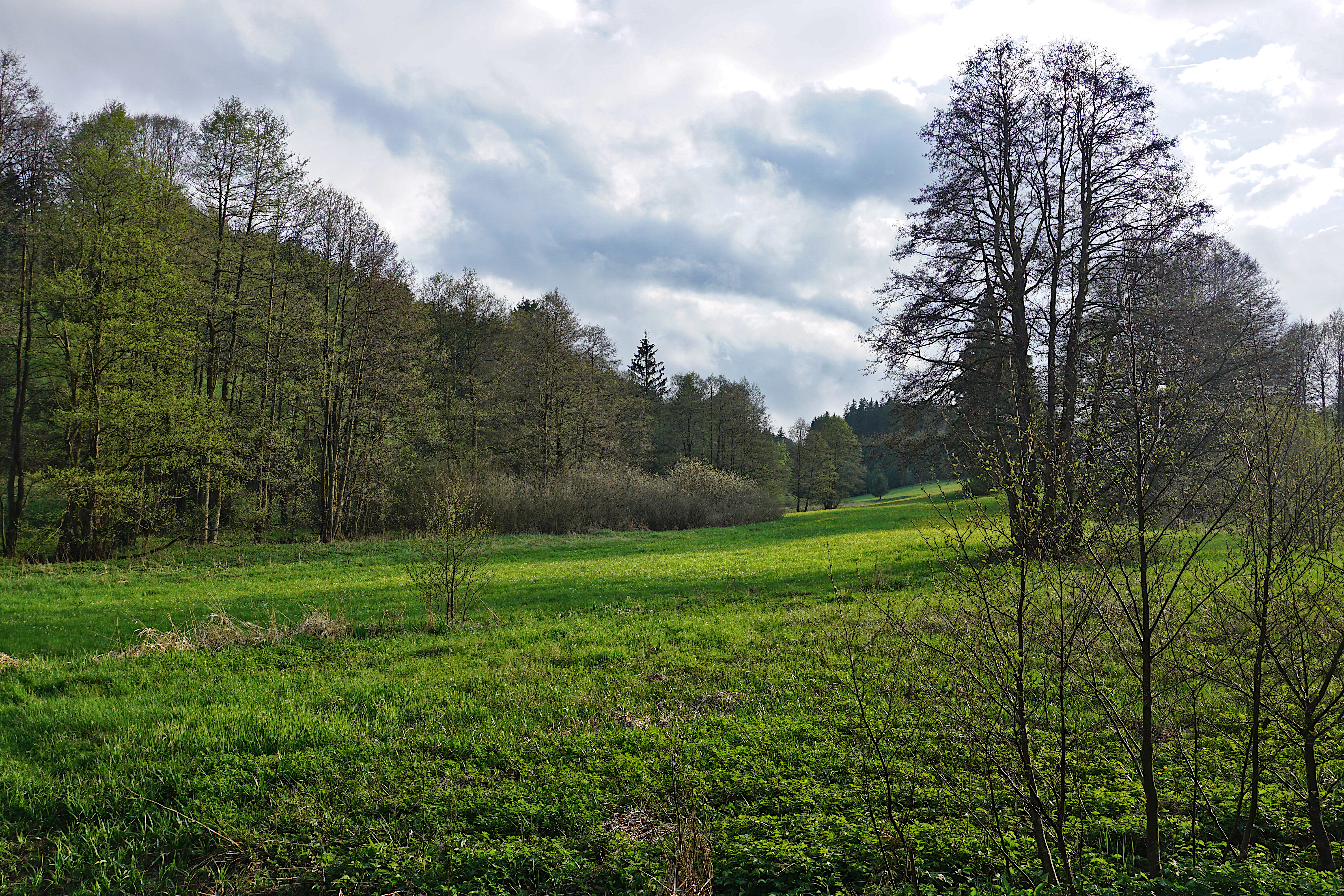
Thronbachtal bei Haueisen

Das Naturschutzgebiet Thronbachtal liegt auf dem Gebiet der Stadt Schauenstein im Landkreis Hof in Oberfranken.
Das 20,75 ha große Gebiet mit der Nr. NSG-00114.01, das im Jahr 1978 unter Naturschutz gestellt wurde, erstreckt sich entlang des Thronbaches südlich und östlich von Haidengrün, einem Ortsteil von Schauenstein.
Es handelt sich um ein Tal mit typischen Pflanzengesellschaften der Wiesentäler des Frankenwaldes.